# Station Douarnenez - Tréboul
Station Douarnenez - Tréboul is een spoorwegstation in de Franse plaats Tréboul (gemeente Douarnenez). Het station is gesloten.  